# مفركة
مفركة هو طبق عربي يتم اعداده من البطاطس والبيض والسمن ومسحوق الكمون والملح والفلفل الأسود، بالإضافة إلى أوراق الكزبرة المفرومة. يعد هذا الطبق من الأطباق السهلة الإعداد يمكن تناوله عادة كوجبة إفطار كما يمكن تناوله كوجبة غداء أو عشاء، ويتم تناوله مع الخبز العربي والشاي العربي.
تعتبر المفركة نوعا من المقبلات في العالم العربي، خصوصا في بلاد الشام (الأردن، لبنان، فلسطين، سوريا).